# Lafofa jezik
Lafofa jezik (ISO 639-3: laf; kidie, tegem), nigersko-kongoanski jezik uže kordofanske skupine, kojim govori 600 (2000 M. Brenzinger) ljudi u brdima Nuba u Kordofanu, Sudan. Jedini je predstavnik talodske podskupine Tegem.
Postoji nekoliko dijalekata: jebel el amira (el amira), jebel tekeim (jebel, tekeim, tegem) i lafofa.

## Vanjske poveznice
- Ethnologue (14th)
- Ethnologue (15th)